# Jaroslav Dreuschuch
Jaroslav Dreuschuch (7. srpna 1884 Náměšť nad Oslavou – 11. listopadu 1951 Třebíč) byl český soudce.

## Biografie
Jaroslav Dreuschuch se narodil v roce 1884 v Náměšti nad Oslavou, jeho otcem byl lékař František Dreuschuch a matkou byla Ida Dreuschuchová. Vystudoval české gymnázium v Brně a následně nastoupil na právnickou fakultu ve Vídni, kde absolvoval a odešel do Prahy, kde složil justiciální zkoušky. Mezi lety 1908 a 1909 absolvoval základní vojenskou službu. V roce 1914 nastoupil na pozici askulanta na Okresním soudě v Nuslích, v červnu téhož roku však přesel na stejnou pozici na Krajský soud v Plzni.
Během první světové války sloužil v armádě, odveden byl 27. července 1914, v armádě sloužil až do března roku 1919. V roce 1915 složil vojenskou soudcovskou zkoušku ve Vídni. V březnu 1919 nastoupil na důstojnickou vojenskou službu v Československé armádě, tam jako soudce působil až do roku 1939 – pracoval v Bratislavě. V roce 1939 odešel z armády a nastoupil na pozici soudního rady v Krajském soudě v Jihlavě, k 31. prosinci 1941 si podal žádost o odchod do penze, dle zpráv odmítl složit zkoušku z německého jazyka. V roce 1945 byl povolán zpět do soudcovské služby, byl jmenován do pozice přednosty Mimořádného lidového soudu v Jihlavě (Třebíči), působil také jako soudce Krajského soudu v Jihlavě.
Dvakrát se oženil, poprvé v roce 1918 v Praze s Marií Malinovou. Druhou jeho manželkou byla Růžena, s níž měl syna Jaroslava.